# Бурштинське Опілля

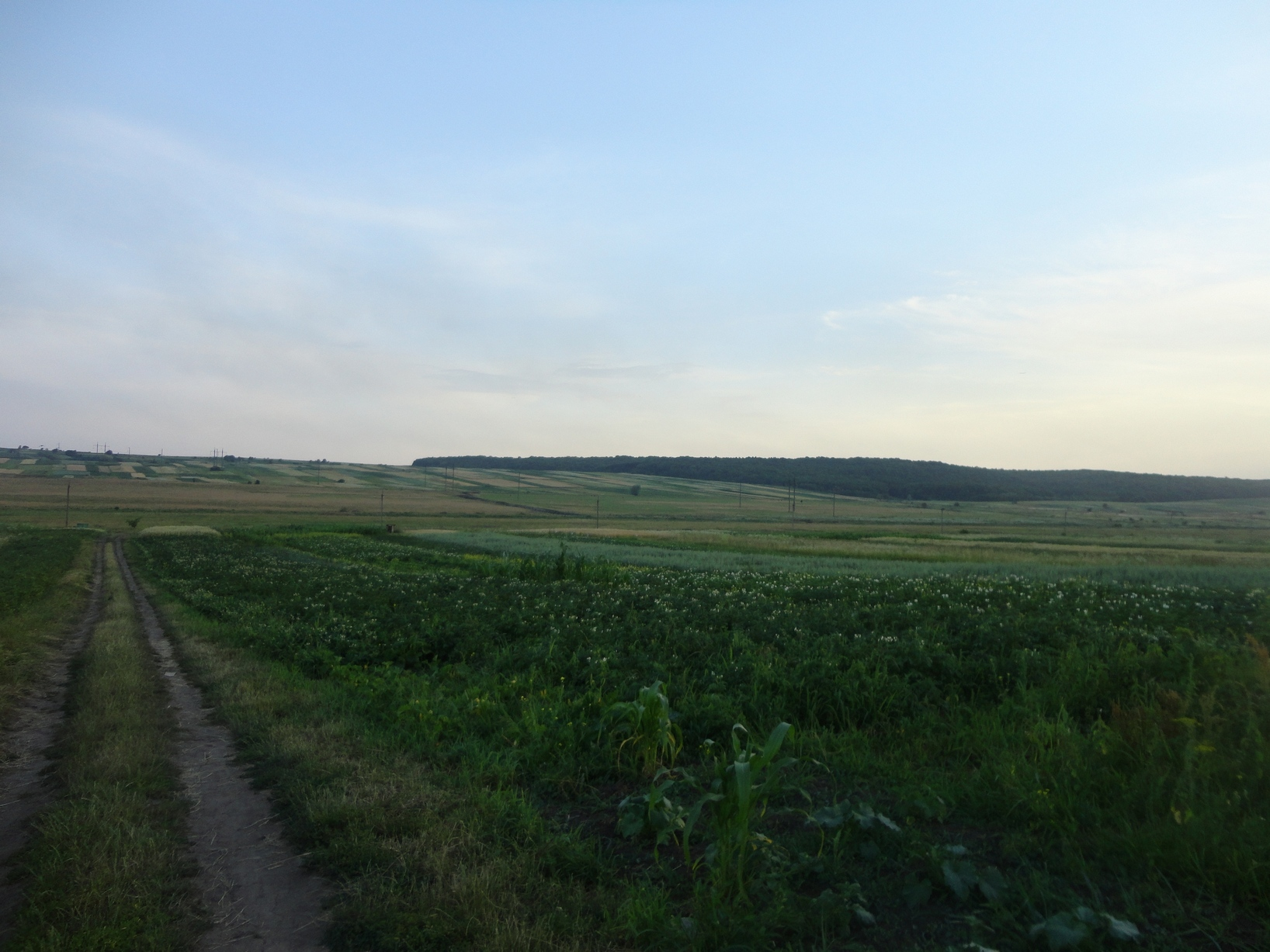
Краєвид Бурштинського Опілля на околицях міста Бурштин

Буршти́нське Опі́лля — фізико-географічний регіон України, частина Опілля. Розташоване в межах Івано-Франківської, Львівської та Тернопільської областей між річками Бібрка на заході та Золота Липа на сході. На півночі межує з Рогатинським Опіллям, на півдні — з Галицьким Опіллям (Галицькою улоговиною), на північному заході — з Ходорівським Опіллям.
Займає більш високий ландшафтний рівень відносно Галицької улоговини. Абсолютні висоти сягають понад 300 метрів і переходять у горбогір'я. Є одним з найважливіших сільськогосподарських районів Івано-Франківської області.

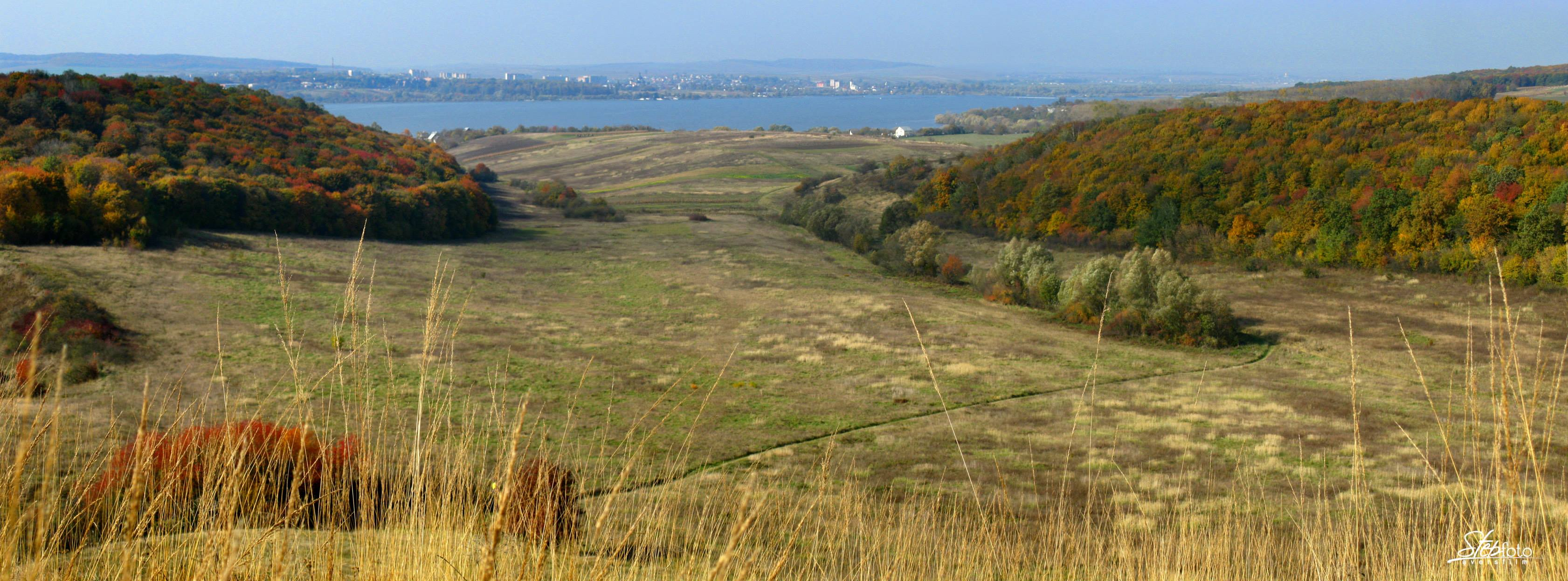
Краєвид з Касової гори

В межах Бурштинського Опілля розміщені Бурштинська ТЕС та Бурштинське водосховище, які серйозно впливають на екологію та клімат регіону. Поява водосховища, крім того, викликала зміни характеру рельєфу, температури повітря, зміни гідрографічної сітки, флори й фауни. В Бурштинському Опіллі розташований також Галицький національний природний парк до якого зокрема входить такий комплексний природний пам'ятник як Касова Гора, що розміщується на північний захід від села Бовшів.